# Viviane Wade
Viviane Wade, née Viviane Vert le 13 septembre 1932 à Besançon, est l'épouse d'Abdoulaye Wade, président du Sénégal de 2000 à 2012.

## Biographie

### Enfance et études
Elle rencontre Abdoulaye Wade à l'université de Besançon, en 1952. Onze ans plus tard, elle l'épouse et s'installe avec lui au Sénégal. Le couple a ensemble deux enfants : Karim et Sindiély.

### Première dame du Sénégal

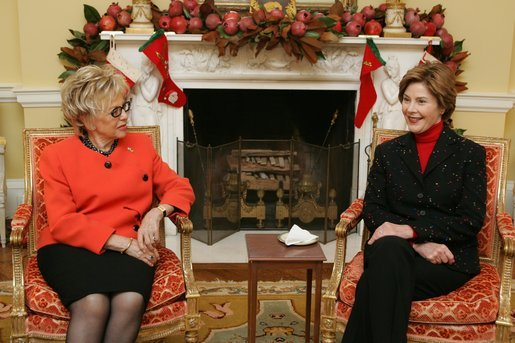
Viviane Wade et Laura Bush en 2004.

Elle devient première dame du Sénégal en 2000, lorsque son époux accède à la présidence de la République. Bien que son mari soit musulman, elle est demeurée catholique. Sa pratique religieuse reste dans la sphère privée, contrairement à la première dame précédente, Élisabeth Diouf, qui jouait le rôle d'intermédiaire entre l'Église et la présidence.